# سیاه‌ماهی
سیاه‌ماهی (نام علمی: Capoeta capoeta) یا سیاه‌ماهی خزری نام یک گونه از سرده سیاه‌ماهی است.